# Myrstugan

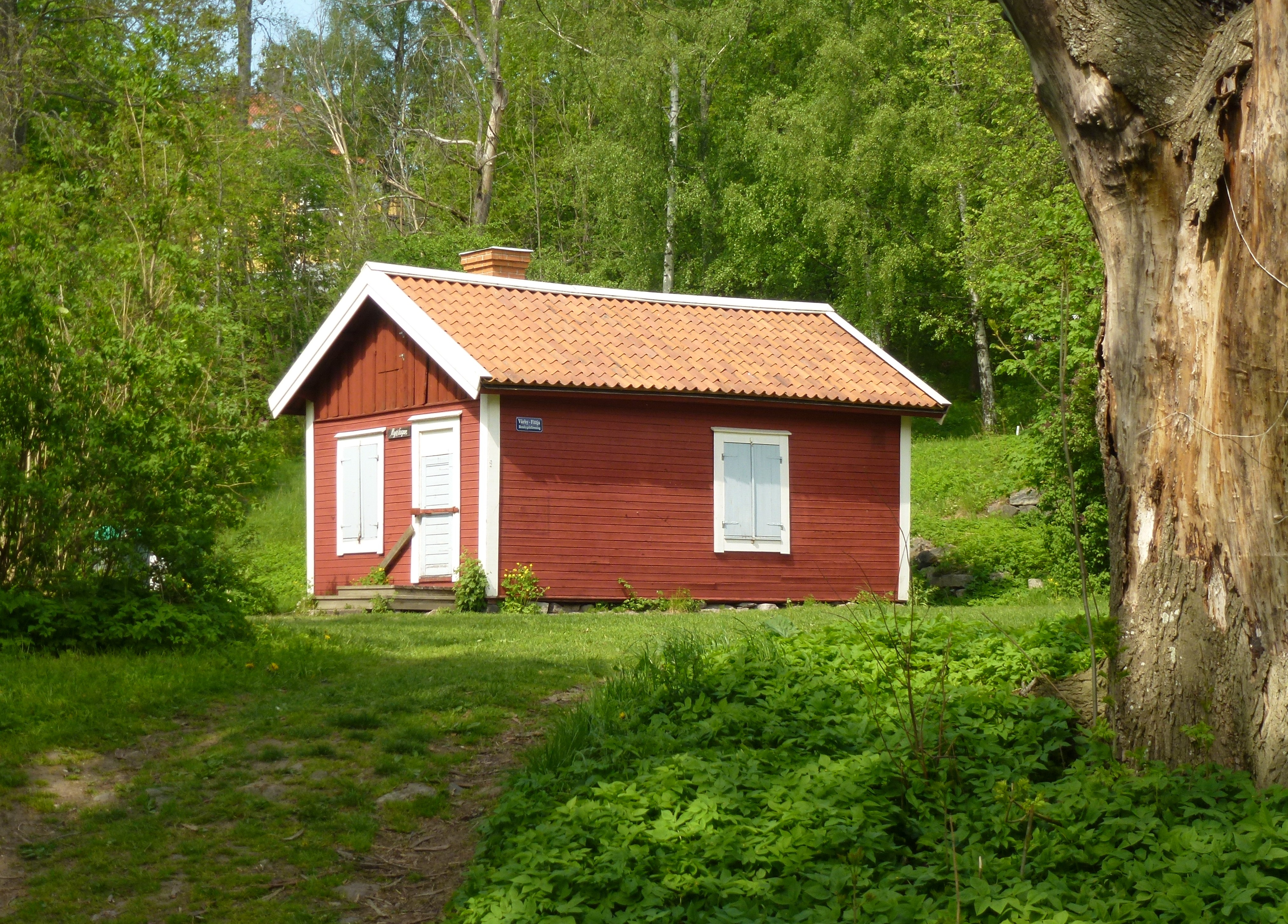
Myrstugan i Vårby gård, maj 2012

Myrstugan var ett båtsmanstorp med rötter från 1700-talets början beläget i nuvarande Huddinge kommun. Myrstugan gav vägen, berget och bostadsområdet Myrstuguberget sitt namn. Torpet flyttades 1986 från Myrstuguberget till sin nuvarande plats i Vårby herrgårdspark i Vårby gård. 

## Beskrivning
Båtsmanstorpet Myrstugan var ursprungligen uppfört vid Albysjön i Vårby-Haga, vid Masmovägen och granne med tvättarbostället Hagalund (nuvarande Hagalunds tvätterimuseum). Som Båtsmanstorp No 102 eller Smista Båtsmansstuga var det enligt husförhörslängderna ett torp under Vårby gård från 1744. Torpets båtsmän hette alltid Myrman och de hörde till  första Södermanlands båtsmanskompani. Den siste båtsmannen var Anders Gustaf Myrman, född 1856, och hans hustru Laura Törnqvist, född 1856. Myrstugan upphörde som båtsmanstorp 1889, därefter lades jorden till Vårby godset och stugan beboddes av gårdens arbetare.
I början på 1980-talet var torpet svårt förfallet. I samband med bygget av bostadsområdet Myrstuguberget, ritat av arkitekt Ralph Erskine  var det meningen att byggnaden skulle räddas och flyttas upp på berget. Men istället kom den i mitten av 1980-talet att hamna på tidigare borggården för den 1975 nedbrunna huvudbyggnaden "Vårby gård" i nuvarande Vårby gård. Myrstugan ägs av Huge Fastigheter och används numera som föreningslokal av Vårby-Fittja hembygdsförening.

## Myrstugan på Vårbydagen 2012

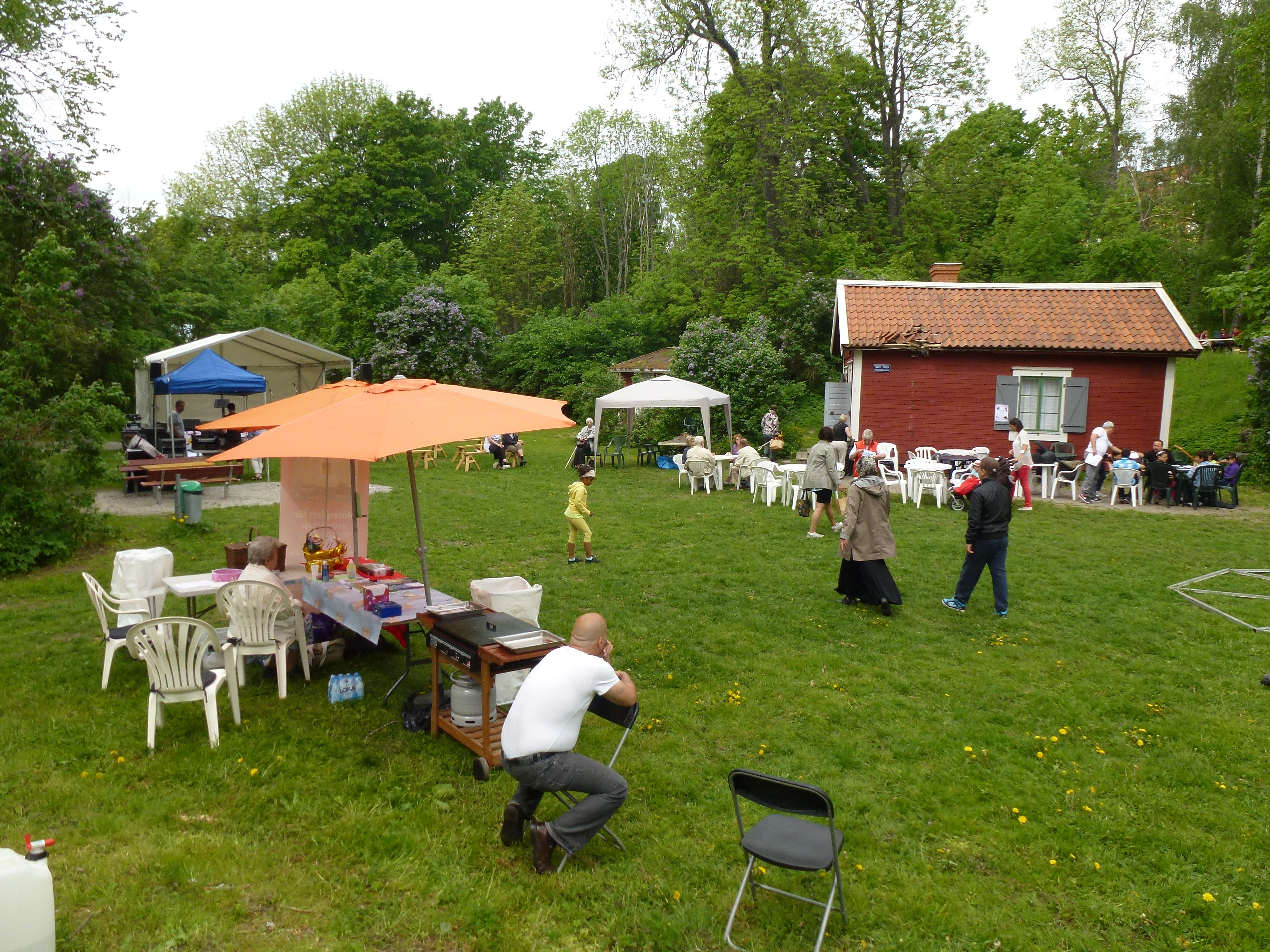
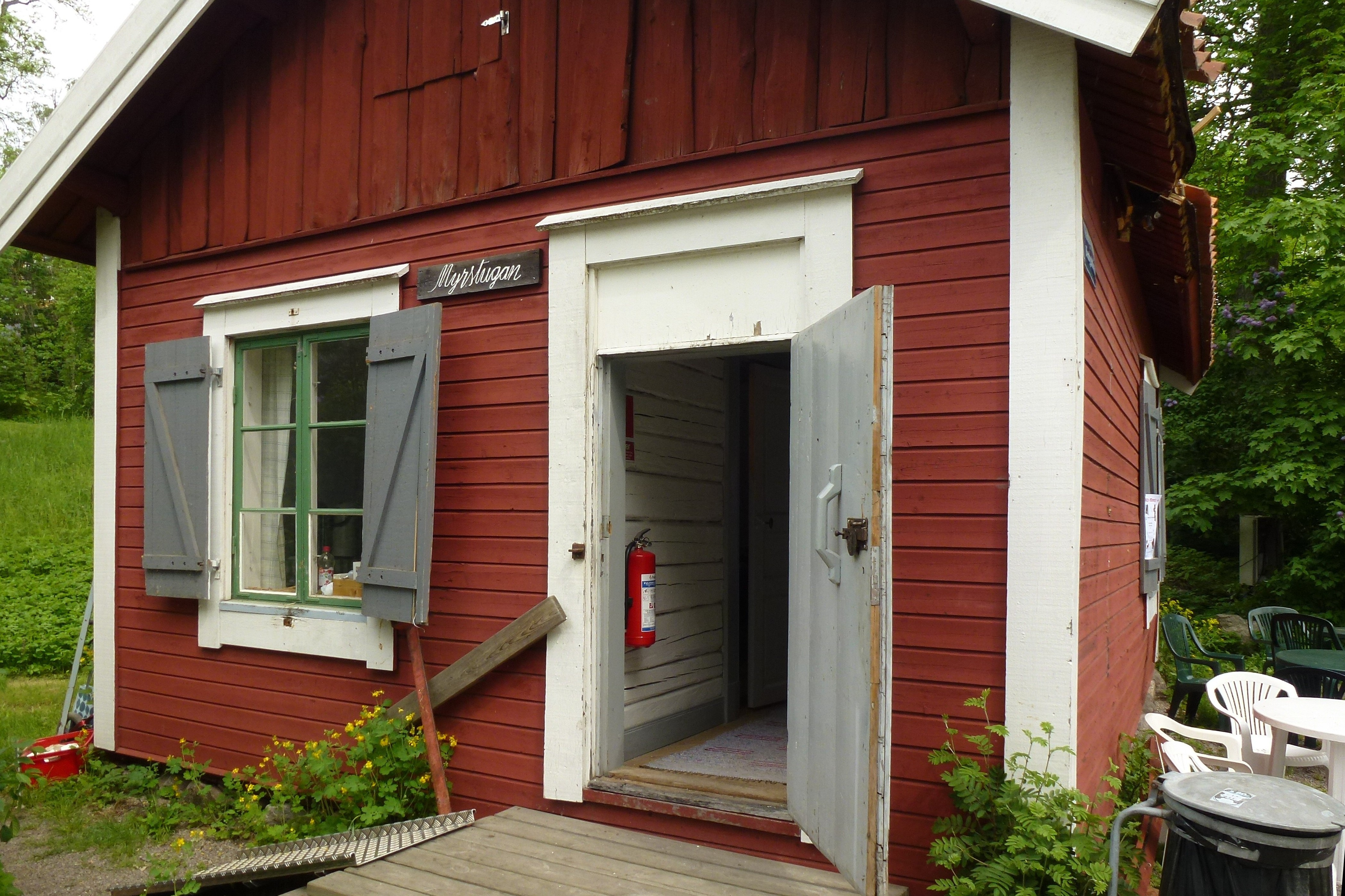
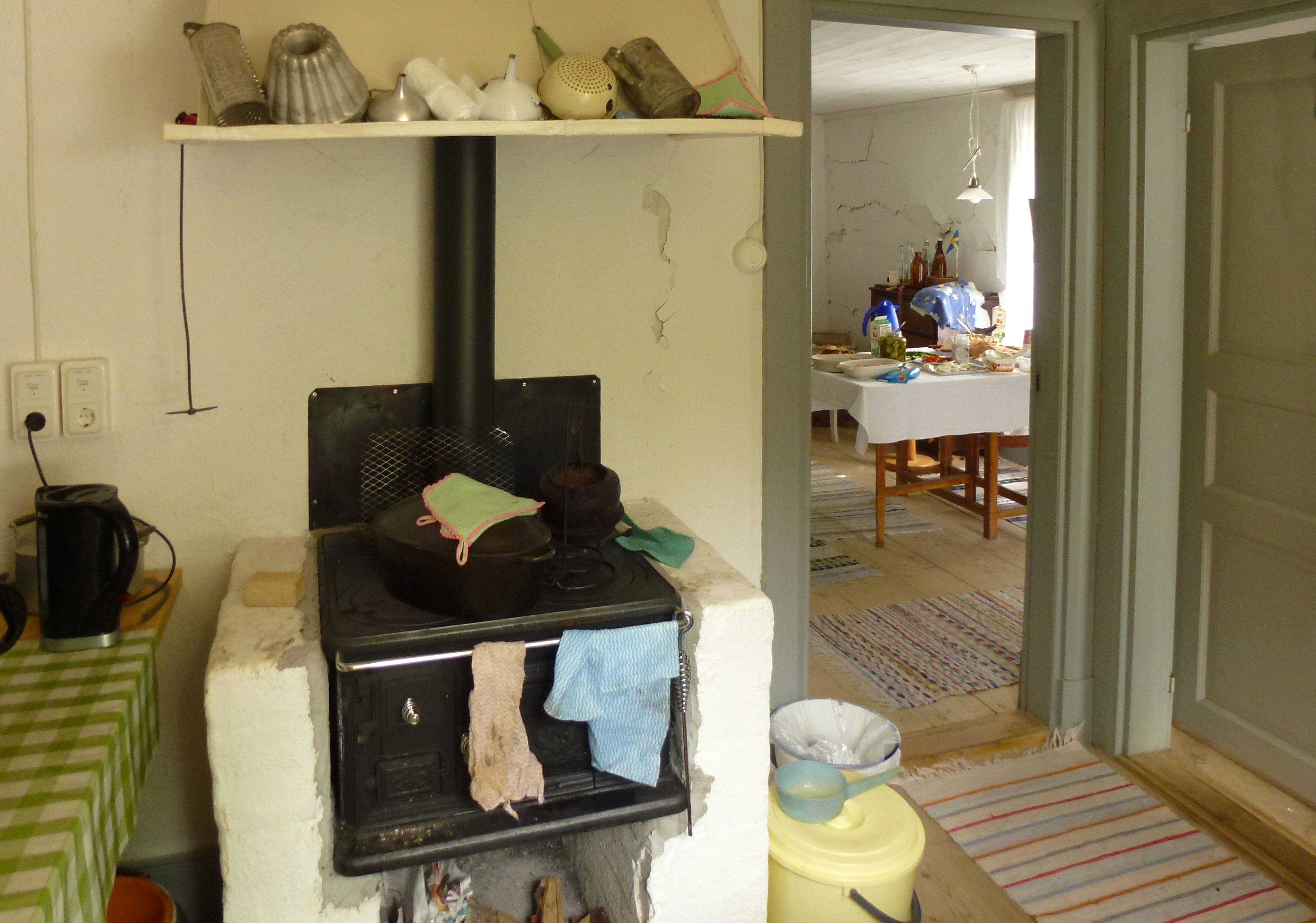
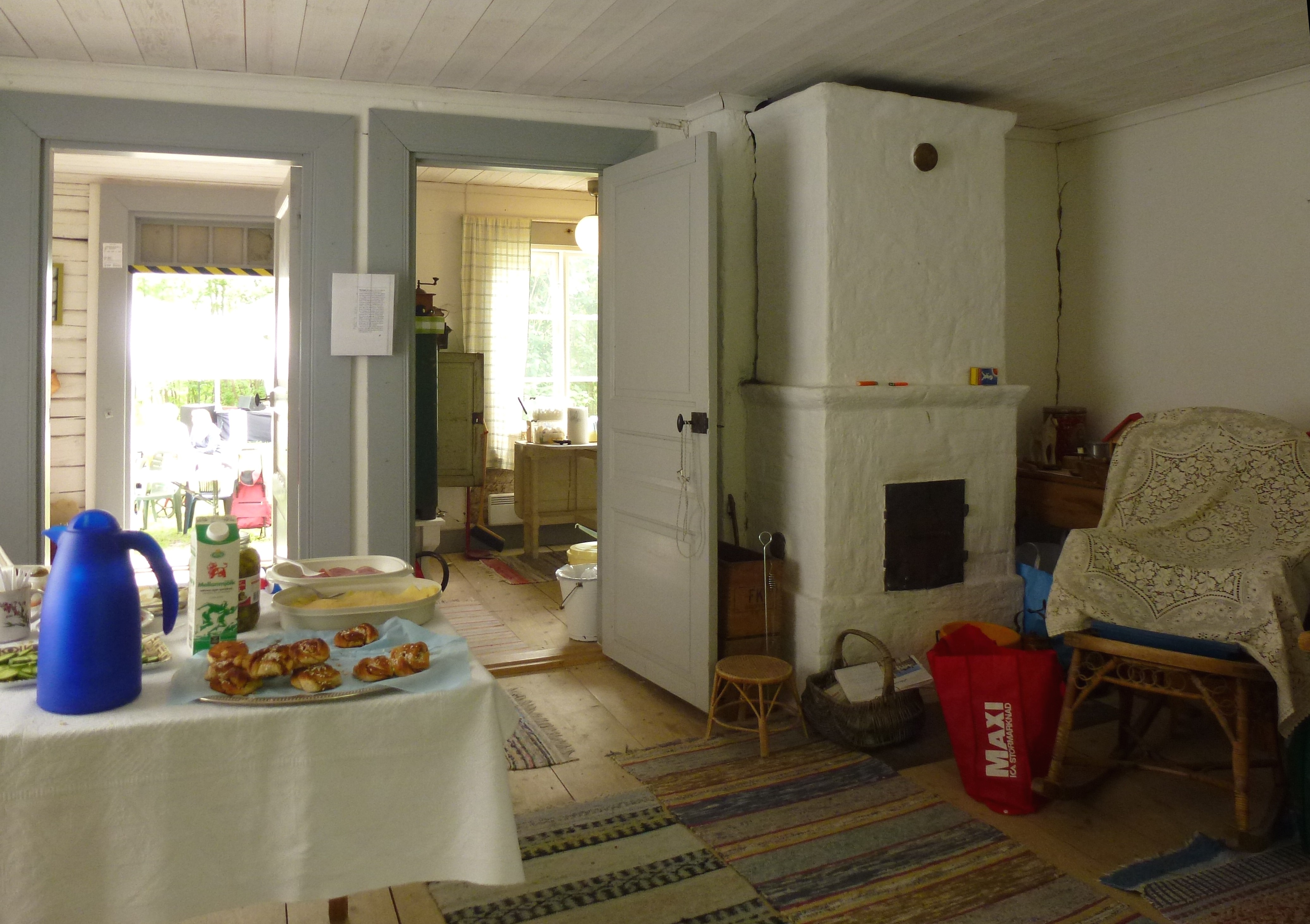